# Tây Thái Ninh, Hưng Yên
Tây Thái Ninh là một xã thuộc tỉnh Hưng Yên, Việt Nam.

## Địa lý
Xã Tây Thái Ninh nằm ở phía nam của tỉnh Hưng Yên, có vị trí địa lý:
- Phía tây giáp xã Đông Quan.
- Phía đông giáp xã Bắc Thái Ninh.
- Phía nam giáp xã Trà Giang và xã Bình Nguyên.
- Phía bắc giáp xã Nam Thụy Anh.

## Lịch sử
Ngày 16 tháng 6 năm 2025, Ủy ban Thường vụ Quốc hội ban hành Nghị quyết số 1666/NQ-UBTVQH15 về việc sắp xếp các đơn vị hành chính cấp xã của tỉnh Hưng Yên năm 2025. Theo đó, sắp xếp toàn bộ diện tích tự nhiên, quy mô dân số của xã Sơn Hà và xã Thái Giang thành xã mới có tên gọi là xã Tây Thái Ninh.